# Героите на Олимп
„Героите на Олимп“ е втората поредица от книгите на писателя Рик Риърдън за полубога Пърси Джаксън. Този път той и приятелите му от ,,Лагерът на нечистокръвните" трябва да се обединят с римския лагер ,,Юпитер", за да победят гигантите, които са следващото и по-трудно препятствие след битката с титаните.

## Сюжети
За разлика от „Пърси Джаксън и боговете на Олимп“ в „Героите на Олимп“ се разказва по равно за римската митология и за древногръцката.
1. В „Изчезналият герой“ Пърси Джаксън изчезва и римският претор Джейсън (син на Юпитер) бива пращан от Хера с изтрити спомени, ако си иска спомените трябва да спаси богинята заедно с новите си приятели Лио Валдес (син на Хефест) и Пайпър Маклийн (дъщеря на Афродита).
2. В „Синът на Нептун“ става дума как Пърси Джаксън (с отнети спомени от Хера или в случая Юнона) отива в римския лагер и тръгва на поход с новите си приятели Франг Занг (син на Марс) и Хейзъл Левеск (дъщеря на Плутон), за да спрат Алкионей.
3. В „Знакът на Атина“ се разказва за първата част от пътя към древните земи на седмината от пророчеството (Лио, Джейсън, Пайпър, Хейзъл, Франк, Анабет и Пърси) в Рим и началото на пътешествието на Анабет и Пърси в Тартара.
4. В „Домът на Хадес“ екипът се разделя – едни отиват в Тартара, а други в дома на Хадес, където Франк става претор. Също така от там почва пътуването на Рейна, Тренер Хедж и Нико из сенките до гръцкия лагер.
5. В „Кръвта на Олимп“ всичко завършва благополучно, Нико и приятелите му занасят статуята на време, като по пътя ги преследва Орион. Другите също успяват и побеждават Гея, а плановете на Октавиан за пълно римско господство изгарят с него, Гея и онагрите му. А Лио е възкресен на Огигия и взема Калипсо със себе си в смъртния свят.